# تپه پاپی قبری
تپه پاپی قبری مربوط به عصر مس و سنگ - دوره اشکانیان است و در شهرستان ماهنشان، بخش مرکزی، دهستان قزل گچیلو، روستای امیرآباد، ۵۰۰ متری غرب سه راه دندی، ماهنشان، زنجان واقع شده و این اثر در تاریخ ۲۷ بهمن ۱۳۸۷ با شمارهٔ ثبت ۲۴۵۹۴ به‌عنوان یکی از آثار ملی ایران به ثبت رسیده است.